# Francisco Jiménez de Cisneros
Pour les articles homonymes, voir Jiménez et Cisneros.
Francisco Jiménez de Cisneros (ou Francisco Ximénes de Cisneros selon l'orthographe en vigueur à l'époque), né Gonzalo Jiménez de Cisneros en 1436 à Torrelaguna et mort en 1517 à Roa, est un cardinal, réformateur religieux, Grand inquisiteur et homme d'État espagnol.
Proche conseiller d'Isabelle la Catholique, il est à diverses reprises régent de Castille. Religieux franciscain avant d'être élevé à la pourpre cardinalice, il entreprend d'importantes réformes dans le fonctionnement du clergé espagnol, visant notamment à un meilleur respect des règles au sein des ordres religieux. Personnage clef de la Renaissance espagnole, il fonde la prestigieuse université d'Alcalá de Henares et dirige la réalisation de la célèbre bible polyglotte d'Alcalá.

## Biographie
Il naît à Torrelaguna (Castille-La Manche) en 1436, dans une modeste famille d'hidalgos ; ses parents sont Alfonso Jiménez, receveur de décimes, et l'épouse de ce dernier María de la Torre,,. Influencé par un oncle prêtre avec qui il entame ses études à Roa, il se destine très vite à l'ecclésiat. Il poursuit ses études au collège d'Alcalá de Henares, puis à la célèbre université de Salamanque qui lui décerne un diplôme de droit civil et de droit canonique.
Pour faire carrière comme juriste, il part à Rome en 1459, comme avocat consistorial. Après la mort de son père en 1466, il doit rentrer en Espagne en 1466 avec l’espoir d’obtenir un bénéfice ecclésiastique, et peut-être un évêché, comme le lui aurait promis le pape Sixte V. Il est nommé à l’évêché d’Uceda par Paul II à la suite de la dénonciation par Cisneros d'irrégularités commises par son prédécesseur. L'insistance de Cisneros pour occuper la charge promise par le pape déplait à l’archevêque de Tolède Alfonso Carrillo de Acuña qui pensait réserver le poste pour un de ses proches et le fait incarcérer de 1473 à 1479,.
Toutefois, en récompense de ses qualités personnelles et de sa grande détermination, le prélat Pedro González de Mendoza lui concède en 1482 la charge de vicaire général du diocèse de Sigüenza ; mais il en démissionne en 1484, âgé de 48 ans, pour entrer chez les franciscains de l’Observance au monastère de San Juan de los Reyes, à la suite d'une véritable conversion pour renoncer aux honneurs. Il prend alors le nom de fraile (frère) Francisco.
Pendant près de dix ans il mène une vie d'ascèse et de recueil, mais ses qualités le font remarquer et il est rapidement élu « gardien » du couvent de Salzeda, puis, en 1484, ministre provincial de l’Observance en Castille.

### L'ecclésiastique
En 1492, la reine Isabelle, sur les conseils de l’archevêque de Tolède, le choisit comme confesseur et directeur de conscience, à condition qu'il ne quitte pas son couvent pour venir à la Cour, et qu’il ne change en rien ses habitudes religieuses, particulièrement austères dans l’observance espagnole. Trois ans après, le pape Alexandre VI Borgia le promeut archevêque de Tolède en remplacement de Mendoza, primat d’Espagne, probablement à la demande des souverains espagnols Ferdinand et Isabelle. Il refuse cet honneur dans un premier temps ; il faut des lettres du pape pour le déterminer à accepter au bout de quelques mois.

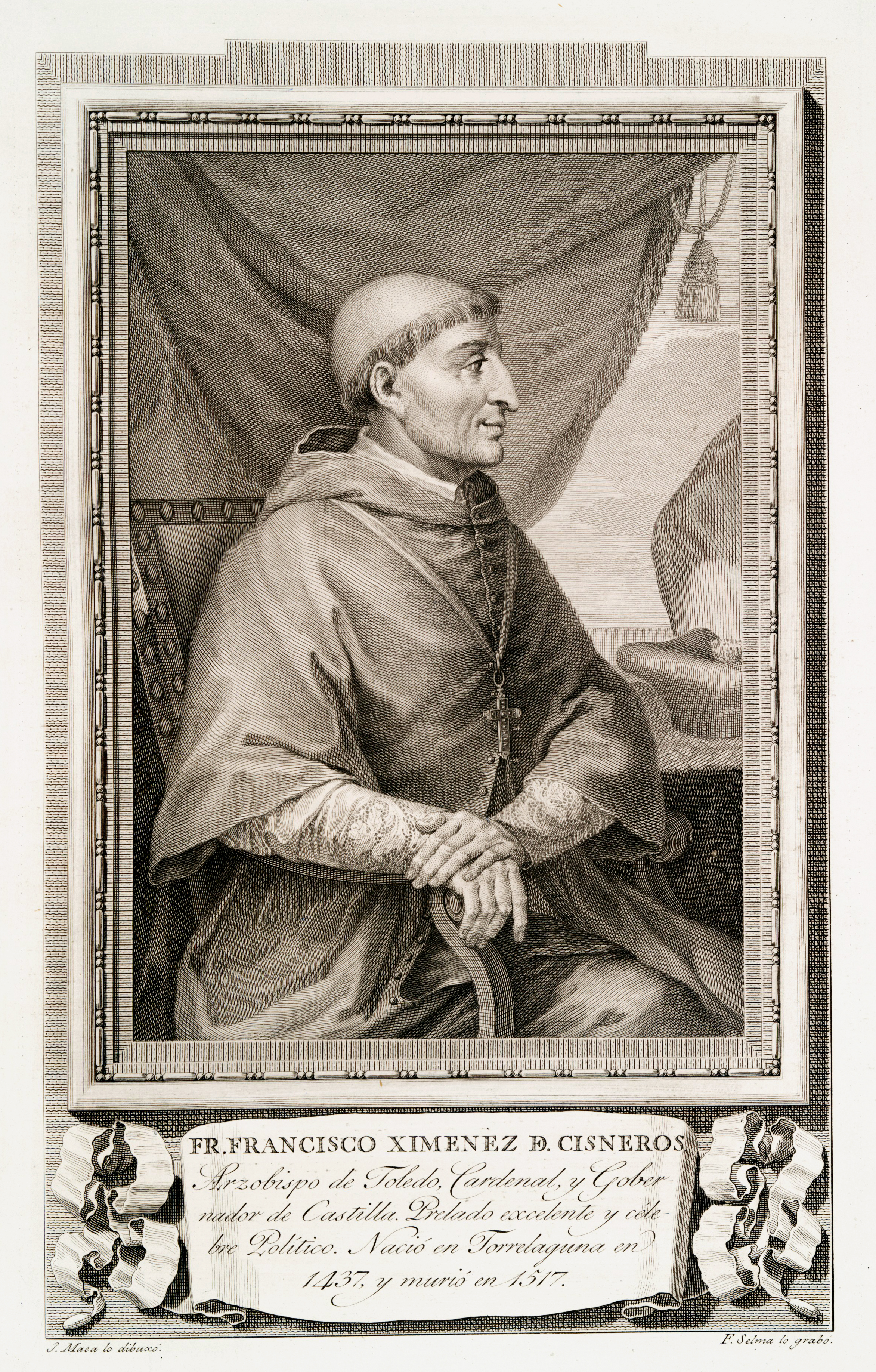
Le cardinal Francisco Ximenez de Cisneros, 1791

Aux synodes d'Alcalá et de Talavera (respectivement en 1497 et 1498), il s’efforce de réformer les mœurs du clergé, de ses chanoines et de promouvoir une stricte observance de la pauvreté chez les franciscains des diverses obédiences. Il défend diverses mesures visant à mettre fin à la pratique, alors courante, du concubinat chez les prêtres. Avant que ces réformes soient véritablement appliquées et acceptées, du moins dans le clergé régulier, elles entraînent les protestations de certains ecclésiastiques auprès du Saint-Siège ou de la reine Isabelle et même l'exil de plusieurs centaines d'entre eux en Afrique du Nord où ils se convertissent à l'islam.
Il soutient le pape Jules II, que le synode de Pise a voulu déposer. Le pape réagit en convoquant le Concile de Latran qui se tient en 1512 sous Jules II puis Léon X et annule le synode schismatique.
À son retour en Espagne en 1507, Ferdinand le fait nommer cardinal et Grand-Inquisiteur d’Espagne - en remplacement de l'inquisiteur général Diego Deza (en) considéré comme responsable des excès du cruel Diego Rodriguez Lucero. Cisneros occupe ce poste jusqu'en 1517. Certains historiens de la religion au XIXe siècle décrivent son action à ce poste comme relativement modérée et le présentent comme surveillant de près les procédures d'autres inquisiteurs dont il aurait plutôt modéré les actions, intervenant à l’occasion pour faire épargner des professeurs de théologie, des étudiants, injustement soupçonnés ou calomniés, et publiant des instructions pour plus de justice envers les nouveaux convertis de l’islam ou du judaïsme. D'autres historiens, au XXe siècle, accumulent et étudient la documentation le concernant, et, sans contester son action en faveur de l'Université, commencent à le décrire comme un inquisiteur à l'influence grandissante vis-à-vis de la royauté, et le considèrent directement responsable de procédures d'exil, de confiscations, d'esclavagisme ou de condamnations à des peines de prison à vie à l'encontre de près de 53 000 personnes et d'être responsable de la condamnation de 3 574 personnes à être brûlées vives, certains, comme l'archevêque de Rennes Pierre d'Ornellas, considérant son action comme « problématique » voire « néfaste », d'autres comme Robert Escarpit de la taxer d'« impitoyable ».

### L'homme politique
À partir de 1499, il acquiert en politique un rôle prépondérant, en particulier en raison de son action pour la reconquête de Grenade, récemment reprise aux musulmans, et pour l’évangélisation des Maures. Isabelle le nomma administrateur de Castille.

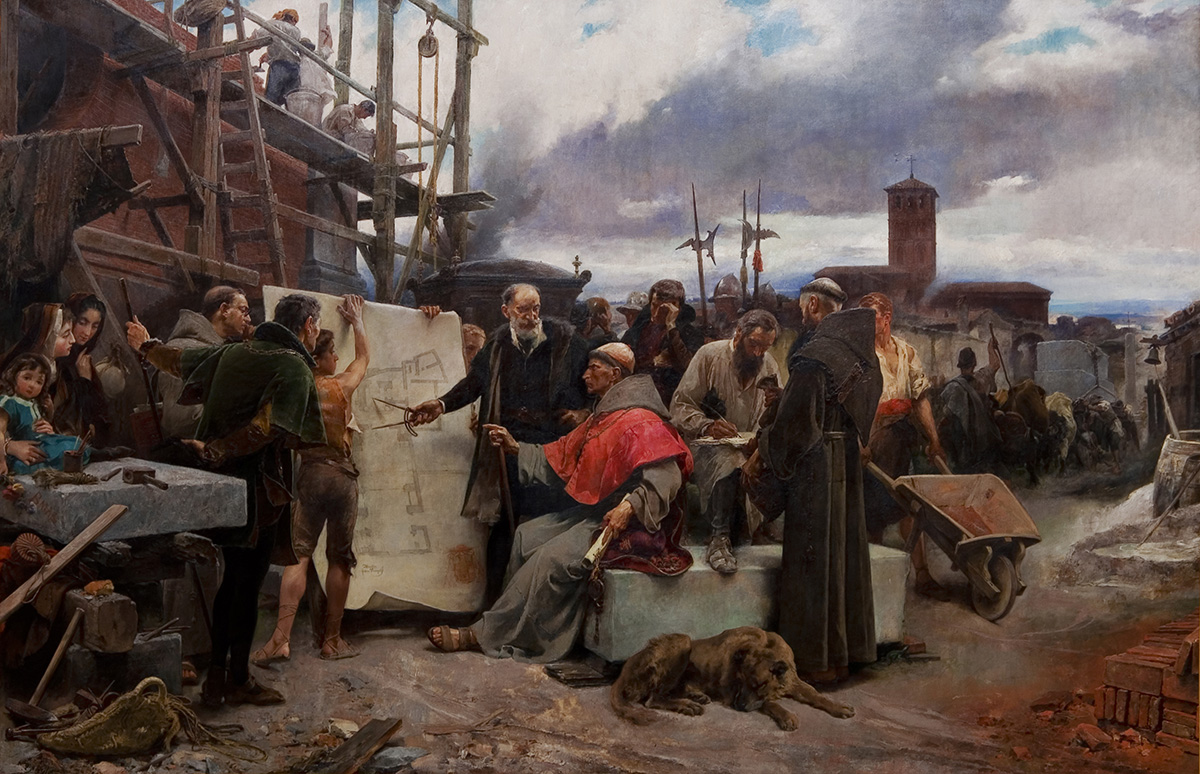
Cisneros visite le chantier de l'hôpital de la charité, sanctuaire de la charité d'Illescas, tableau d'Alejandro Ferrant (1844–1917)

Contre l'avis de l'archevêque de Grenade Hernando de Talavera, partisan d'une conversion progressive, il lance diverses réformes visant à obliger les Morisques à se convertir au christianisme, entraînant diverses révoltes à la fin du XVe siècle. Ces réformes sont confirmées par un décret (pragmática) des Rois catholiques du 14 février 1502, dans la continuité du décret de l'Alhambra de 1492 à l'encontre des Juifs : la conversion est rendue systématique, le catholicisme devient alors la religion officielle de tous les Espagnols. C'est le début d'un climat de tension avec la minorité morisque, qui persiste jusqu'à l'expulsion massive de cette dernière en 1609.

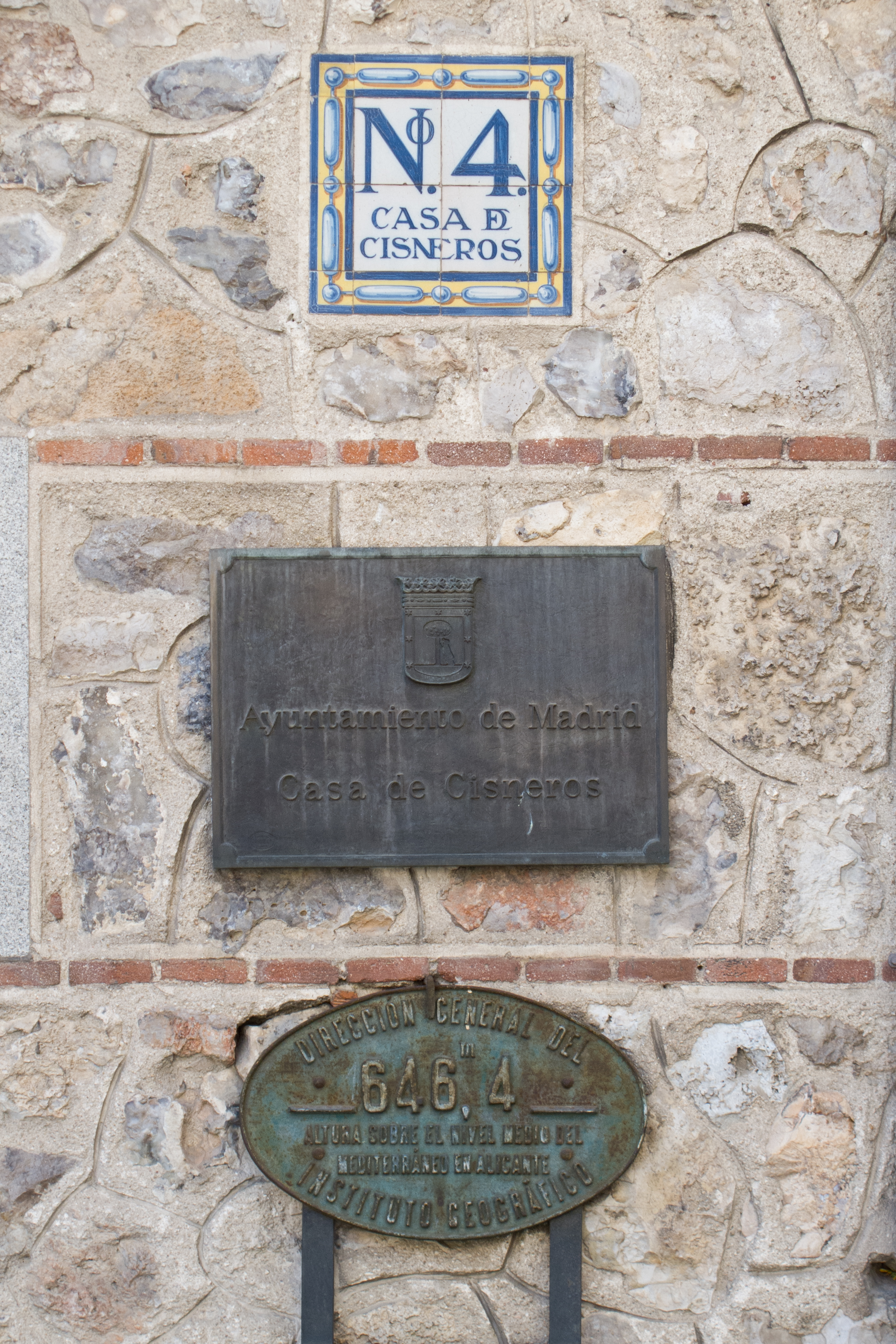
Maison de Cisneros, Plaza de la Villa, Madrid, Espagne

Après la mort de la reine Isabelle, en 1504, il prend le parti de Ferdinand dans le conflit de succession qui oppose ce dernier à Philippe le Beau ; il assure cependant — avec circonspection — un rôle de médiation, qui débouche sur les accords de Salamanque par lesquels Philippe est proclamé roi de Castille. Après la mort de Philippe en 1506, Ferdinand, provisoirement absent du royaume, désigne à nouveau Cisneros comme régent de Castille, protecteur de la reine Jeanne — déclarée incompétente — et de son fils le futur Charles Quint. Il affronte alors avec succès un complot cherchant à placer l'empereur Maximilien du Saint-Empire sur le trône d'Espagne.
En 1502, la colonie de Villa Cisneros (aujourd'hui Dakhla, dans le Sahara occidental) est nommée en son honneur. En 1509, il conseille à Ferdinand d’entreprendre une expédition en Algérie pour délivrer les chrétiens captifs. Il organise à ses frais l’expédition militaire qui aboutit à la prise d’Oran, puis de Bougie et de Tripoli,. Ferdinand rejette toutefois les conseils de Cisneros de se lancer dans une conquête de grande envergure en Afrique du Nord, préférant se consacrer à la question des guerres d'Italie. Le cardinal rapatrie des chrétiens en Espagne, détruit des mosquées et en transforme en églises. À son retour en Espagne, il est accueilli comme héros et libérateur.
Dans le domaine politique aussi, il soutient le pape Jules II dans ses luttes contre les rois de France Louis XII et François Ier.
Ferdinand d'Aragon, sur son lit de mort en 1516, lui confie le gouvernement de Castille jusqu'à l'avènement de son petit-fils Charles, dont Cisneros organise le couronnement[Quand ?]. Cisneros doit étouffer plusieurs révoltes, notamment les intrigues de certains nobles castillans qui cherchent à imposer Ferdinand du Saint-Empire, frère cadet de Charles, pour parvenir à faire reconnaître son autorité,. Influencé par son entourage flamand, Charles se montre pour sa part peu reconnaissant et le renvoie dans son diocèse en 1517 ; le cardinal meurt en recevant la nouvelle de cette disgrâce.

### Le réformateur

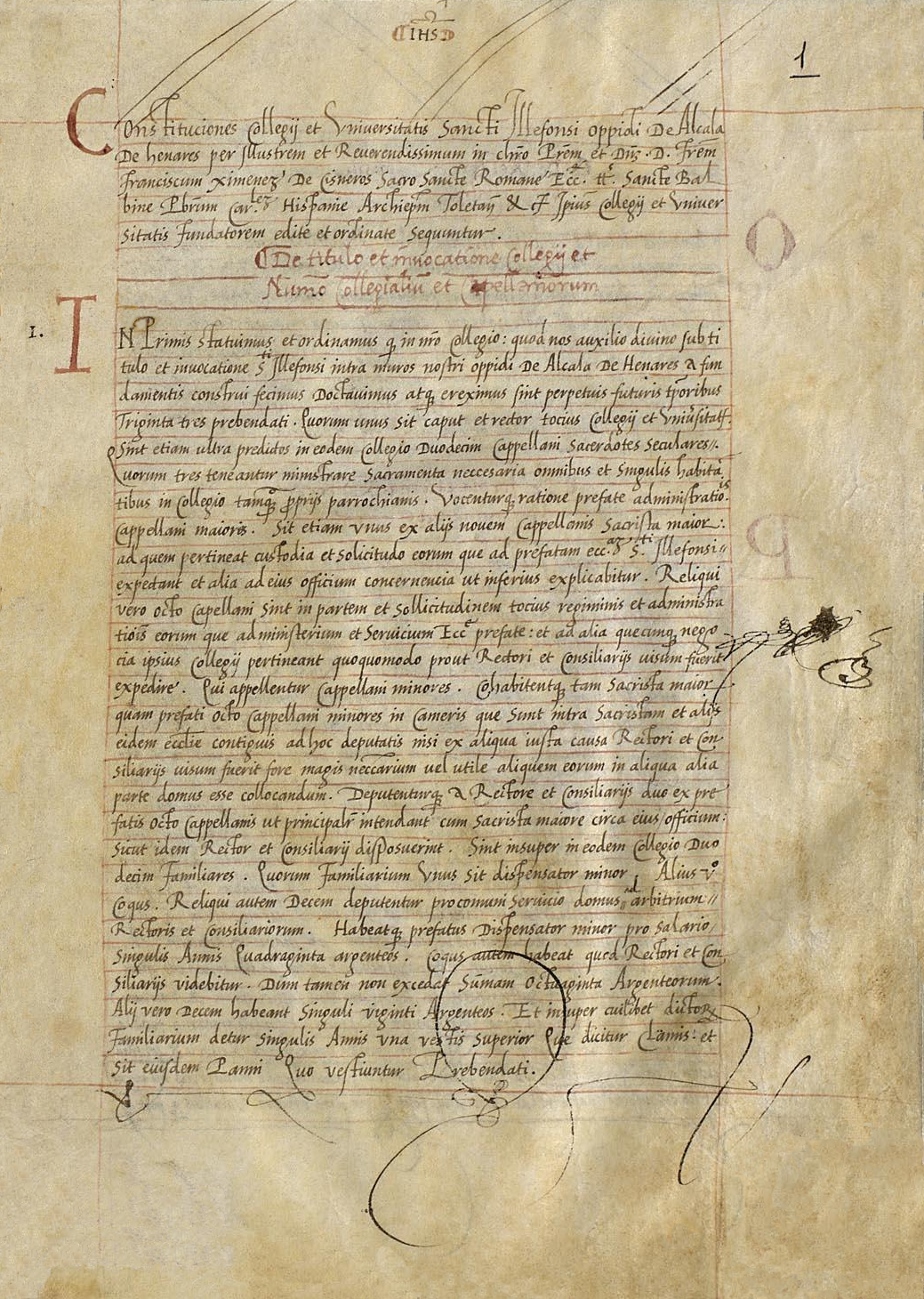
Premières constitutions latines originales du Colegio Mayor de San Ildefonso de l'université d'Alcalá, signées par le cardinal Cisneros à Alcalá de Henares, 22 janvier 1510.

Il réforme l'enseignement de la théologie en décidant que les étudiants seraient formés selon les trois « voies » de la théologie médiévale : la Somme de saint Thomas, le scotisme et le nominalisme, afin qu'ils confrontent les opinions de ces trois enseignements.
Cisneros œuvre de façon généralement bénéfique en faveur des missions du Nouveau Monde, en particulier de Nouvelle-Espagne. Il organise le recrutement et la formation sérieuse des futurs missionnaires de l’ordre franciscain et d’autres ordres religieux, dominicains et carmes.
Il rédige pour la défense des Indiens persécutés des Amériques des instructions très précises sur la façon de les catéchiser et afin de les protéger contre les exactions des colons et soldats européens.

### Le philologue

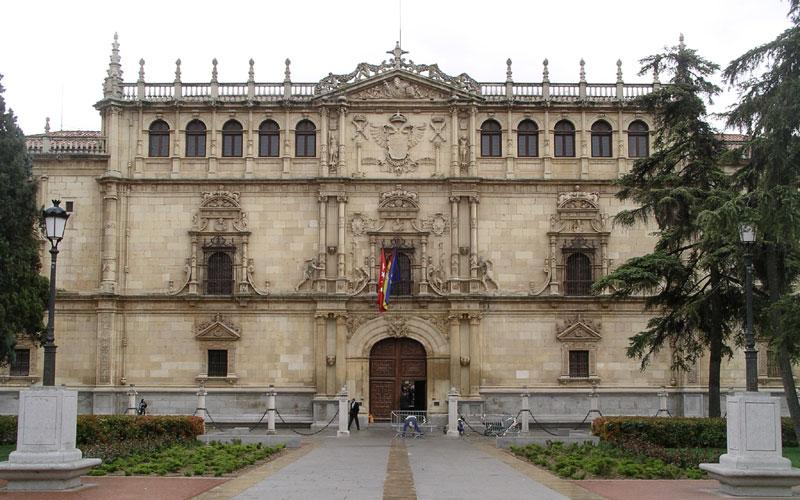
Façade de l'université d'Alcalá, fondée par Cisneros

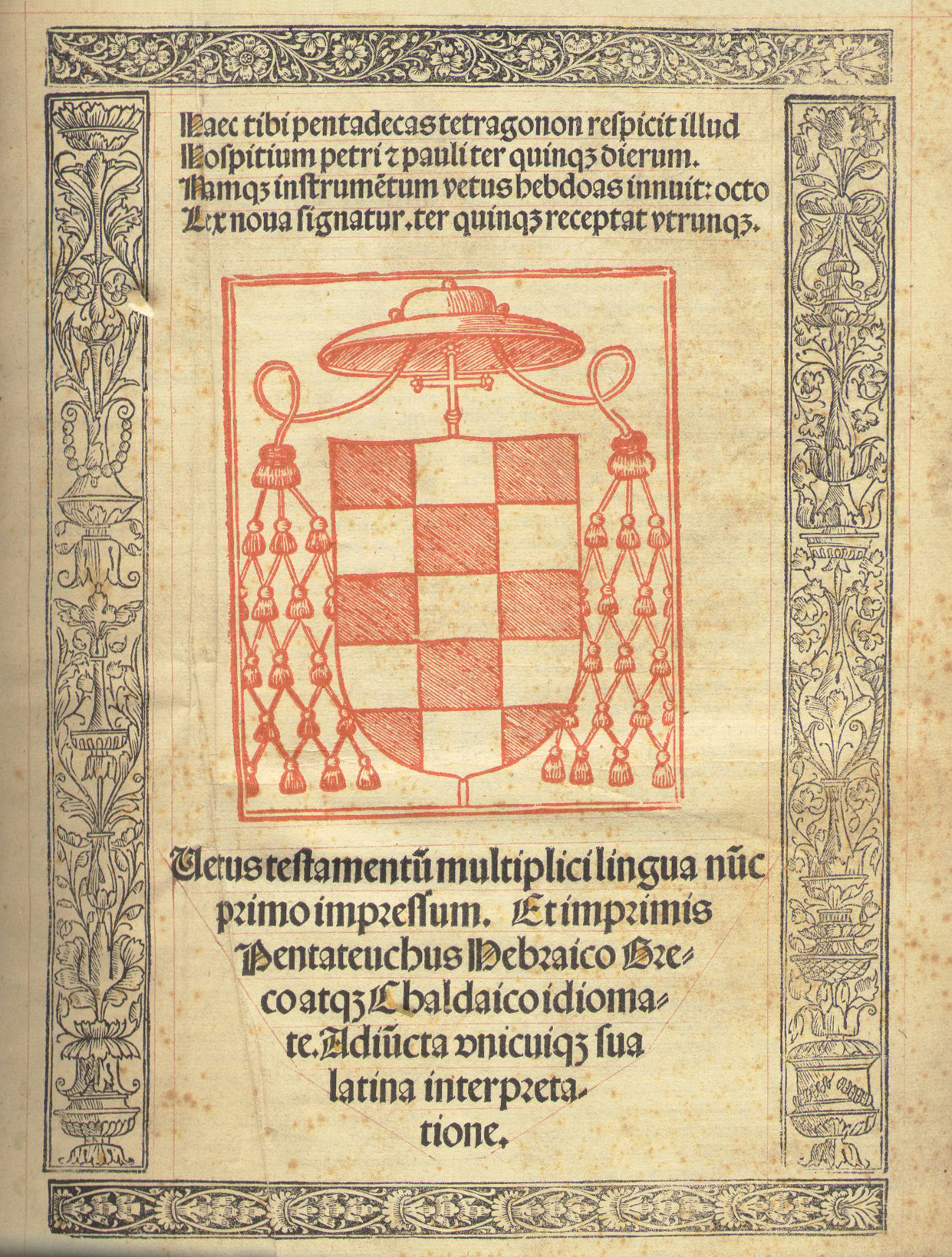
Frontispice original de la Biblia políglota complutense, portant les armoiries de Cisneros.

En accord avec le renouveau évangélique de son temps, il s'intéresse très tôt à l'exégèse biblique ; ainsi, vers 1480 déjà, il apprend l'hébreu chez un fameux rabbin de Sigüenza. Autour de 1500, il commença à rassembler de précieux manuscrits et sa demeure devint un véritable centre d'études des Écritures où il accueillait hébraïsants et hellénistes.
Tout en se montrant impitoyable dans la répression des hérésies, il fonde et finance sur ses deniers personnels l'université d'Alcalá de Henares. Il en pose lui-même la première pierre le 14 mars 1498, mais plus de dix ans s'écoulent avant qu'elle accueille ses premiers occupants, le 26 juillet 1508 ; l'enseignement n'y est dispensé de façon régulière qu'à partir de la fin de l'année suivante. Dans celle-ci, sont paradoxalement enseignées des langues interdites par l'Inquisition, tels l'hébreu et l'araméen. Il y attire des étudiants issus de la plupart des ordres religieux ainsi que les plus grands érudits d'Europe. Érasme décline cependant son invitation.
Cette université devient rapidement l'une des meilleures d'Europe. Elle inspire à François Ier, roi de France, l'idée de fonder le Collège de France. En 1522, elle fait paraître la bible polyglotte d'Alcalá, édition complète de la bible en hébreu, entourée de sa traduction grecque et latine telle que la veut Cisneros sur le modèle des Hexaples d'Origène.

### Sépulture

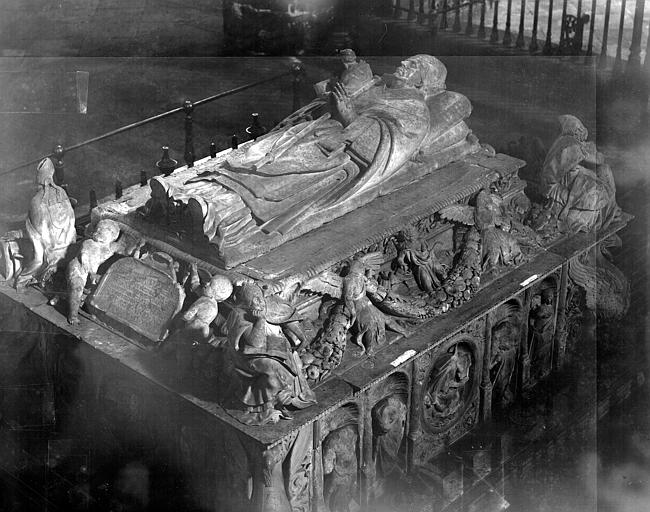
Tombe du Cardinal Cisneros dans la chapelle de l'université d'Alcalá

Francisco Jiménez meurt à Roa, près de Valladolid, le 8 novembre 1517, à l'âge de 81 ans. Très aimé du peuple espagnol, il reçoit de grandioses obsèques et est enterré à Alcalá.
Sa vie a été écrite en français par Fléchier, Marsollier, Baudier, et en allemand par Héléfé, dont l'ouvrage a été traduit par les abbés Sisson et Crampon (Paris, 1856).

## Littérature
Cisneros est le personnage principal de la pièce de théâtre Le Cardinal d'Espagne d'Henry de Montherlant.

## Notes et références

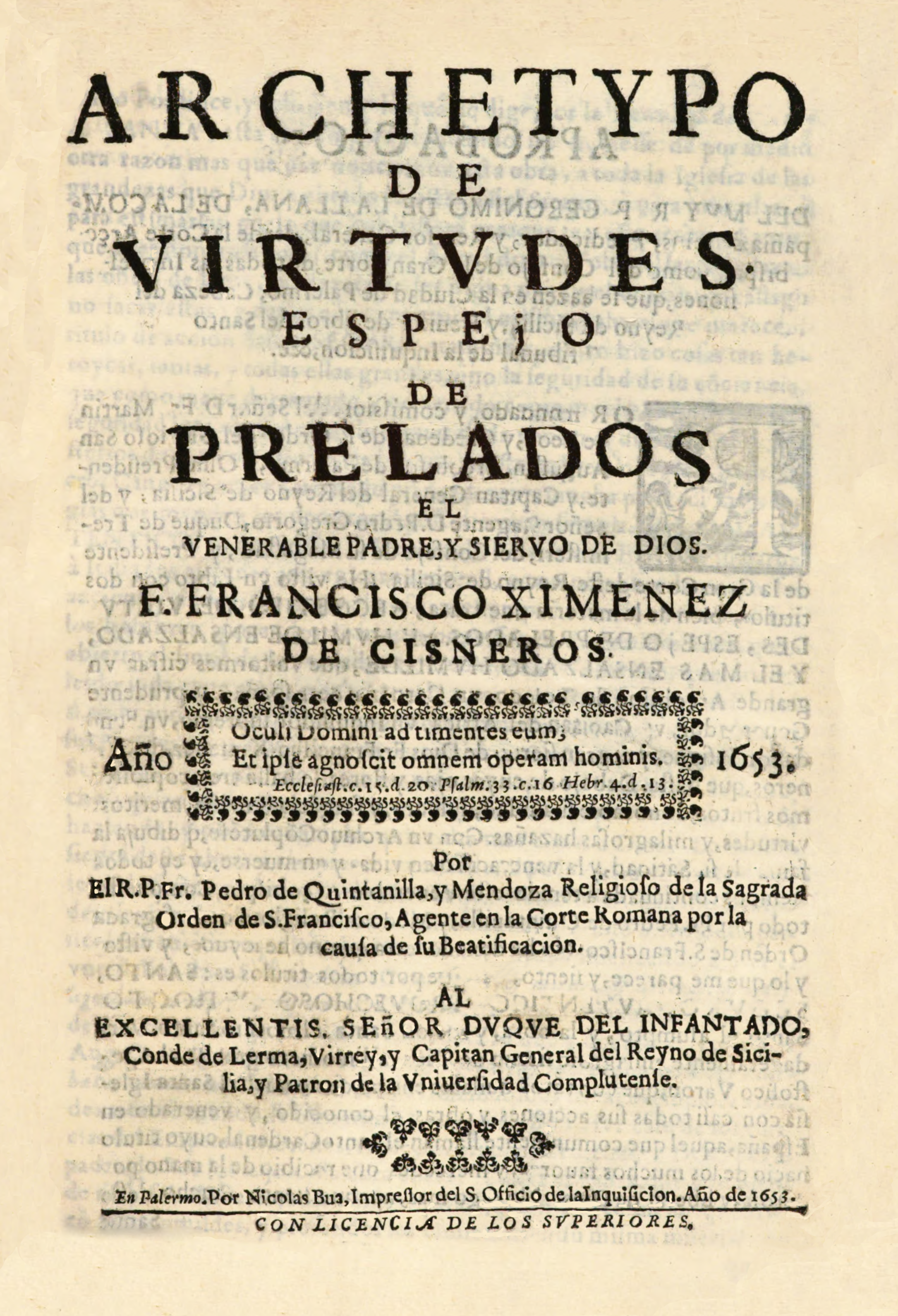
"Archetypo de virtudes" (Pedro de Quintanilla y Mendoza, 1653).